# Saison 2015-2016 du FC Barcelone
Maillots
Chronologie
Saison précédente Saison suivante
Cette saison est la 117e depuis la fondation du FC Barcelone. Elle fait suite à la saison 2014-2015 qui a vu le Barça remporter le championnat, la Coupe d'Espagne et la Ligue des champions. Il s'agit de la 85e saison consécutive du club en première division.
Lors de la saison 2015-2016, le FC Barcelone est engagé dans six compétitions officielles : championnat d'Espagne, Ligue des Champions, Coupe d'Espagne, Supercoupe d'Espagne, Supercoupe de l'UEFA et la Coupe du monde des clubs.
L'été 2015 est marqué par l'élection à la présidence du club de Josep Maria Bartomeu et par les départs de l'emblématique capitaine Xavi au Qatar et de Pedro en Premier League, ainsi que par les arrivées d'Aleix Vidal et Arda Turan.
Le club remporte la Supercoupe de l'UEFA, la Coupe du monde des clubs, le championnat et la Coupe d'Espagne. Il s'agit du septième doublé Championnat/Coupe d'Espagne de l'histoire du club.

## Pré-saison

### Mai
Le 21 mai 2015, Xavi annonce qu'il quitte le Barça après 17 saisons en équipe première et 24 ans passés au club.
Le 24 mai, le club présente son nouveau maillot dont les bandes sont pour la première fois horizontales au lieu de verticales.

### Juin

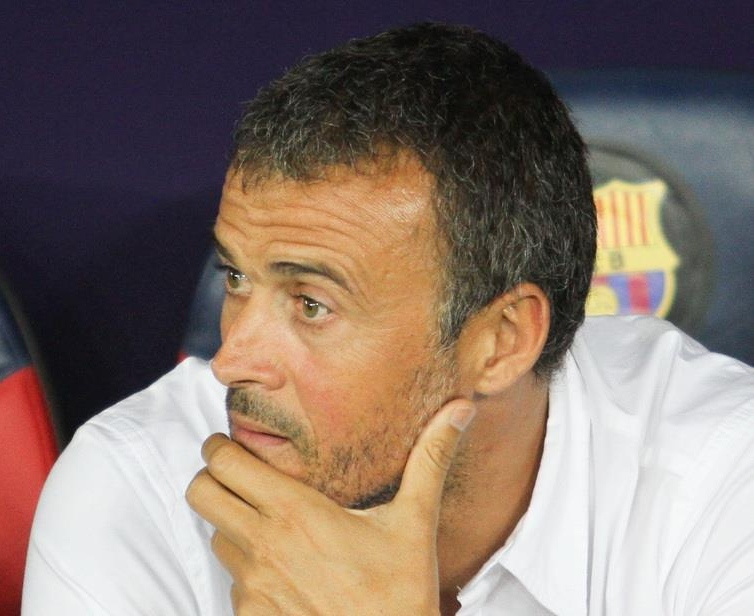
Luis Enrique prolonge son contrat jusqu'en 2017.

Le 2 juin, Jordi Alba prolonge son contrat jusqu'en 2020 avec une clause libératoire de 150 millions d'euros.
Le 4 juin, Pedro prolonge son contrat jusqu'en 2019. La clause libératoire du Canarien passe néanmoins de 150 à 30 millions d'euros
Le 7 juin, le club officialise l'arrivée d'Aleix Vidal, latéral droit formé à La Masia, en provenance du Séville FC contre une somme de 18 M€ (+ 4 M€ de bonus).
Le 9 juin, les engagements respectifs de Dani Alves et Luis Enrique sont prolongés jusqu'en 2017. Le Brésilien gagnera 9 millions d'euros par an.
Le 25 juin, l'ailier Catalan Gerard Deulofeu, en retour de prêt du Séville FC, est transféré à Everton FC contre une somme de 6 M€.

### Juillet
Le 1er juillet, les dirigeants de la Juventus Turin et du FC Barcelone parviennent à un accord pour le transfert au Barça de Paul Pogba prévu pour l'été 2016.
Le 3 juillet, Le latéral droit Ibérique Martín Montoya est prêté pour deux saisons à l'Inter Milan.
Le 6 juillet, Arda Turan, milieu Turc de l'Atlético Madrid, rejoint le Barça contre une somme de 34 M€ (+ 7 M€ de bonus).
Le club revient à l'entraînement le 13 juillet 2015, sans les joueurs sud-américains qui ont participé à la Copa América. (Neymar, Daniel Alves, Lionel Messi et Javier Mascherano réintégreront le groupe le 30 juillet, et Claudio Bravo le 3 août).
Le 18 juillet a lieu l'élection présidentielle dont les deux favoris sont le président sortant Josep Maria Bartomeu et l'ex charismatique président Joan Laporta. Bartomeu est élu avec 54,63 % des votes contre 33,03 % pour Laporta. Bartomeu nomme Roberto Fernández directeur sportif et Pep Segura principal responsable du football formateur.
Le jour suivant, l'équipe met le cap sur les États-Unis pour y jouer 3 matchs amicaux dans le cadre de l'International Champions Cup.
Le 21 juillet, Barcelone bat 2 à 1 le Los Angeles Galaxy au Rose Bowl Stadium de Pasadena devant 93 226 spectateurs (buts de Luis Suárez et Sergi Roberto).
Le 25 juillet, le Barça perd 3 à 1 contre un Manchester United beaucoup mieux préparé au Levi's Stadium près de San Francisco (l'unique but barcelonais est inscrit par Rafinha).
Le 28 juillet, Barcelone est tenu en échec 2 à 2 contre Chelsea au FedEx Field de Washington (buts de Luis Suárez et Sandro Ramírez). La séance de tirs au but est perdue 4 à 2.
Le jour suivant, l'équipe revient à la Ciudad Esportiva Joan Gamper.
Le 30 juillet, Neymar, Daniel Alves, Lionel Messi et Javier Mascherano rejoignent le groupe Barcelonais.

## Saison 2015-2016

### Août
Le 2 août, Barcelone se rend en Italie pour y défier la Fiorentina au Stade Artemio-Franchi, toujours dans le cadre de l'International Champions Cup. Barcelone perd 2 à 1 (but de Luis Suárez).
Le 3 août, Claudio Bravo rejoint ses coéquipiers aux entraînements.
Le 4 août, les joueurs du Barça choisissent leurs quatre capitaines : Andrés Iniesta, Lionel Messi, Sergio Busquets et Javier Mascherano sont les heureux élus dans cet ordre.
Le 5 août, lors de la 50e édition du Trophée Joan Gamper au Camp Nou devant 94 400 spectateurs, Barcelone bat l'AS Rome 3 à 0 avec des buts de Neymar, Messi et Rakitić.
Le 9 août, le club annonce que Neymar sera absent des terrains pour une durée de 15 jours après avoir été diagnostiqué de parotidite (il souffre des oreillons). Il manquera ainsi la Supercoupe de l'UEFA, la Supercoupe d'Espagne et le match d'ouverture de la Liga.

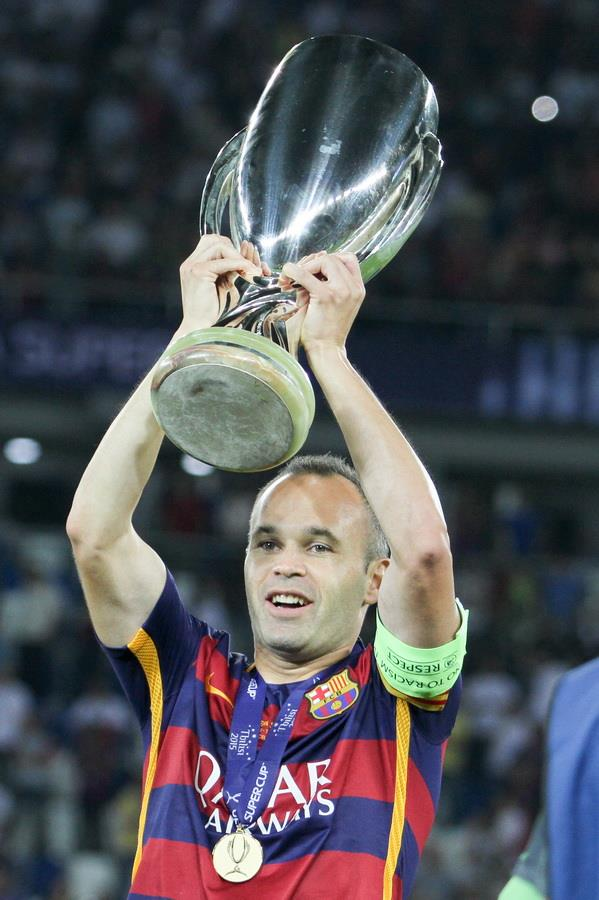
Le capitaine Andrés Iniesta soulève la Supercoupe de l'UEFA 2015.

Le 11 août, Barcelone remporte pour la cinquième fois de son histoire la Supercoupe de l'UEFA sur le score de 5 à 4 face au Séville FC à la suite d'intenses prolongations au Stade Boris-Paichadze de Tbilissi, en Géorgie. Lionel Messi, désigné homme du match, est auteur de deux buts sur coup franc direct. Les autres buts sont marqués par Rafinha, Luis Suárez et Pedro dans les derniers instants du match.
Le 12 août, Lionel Messi, Luis Suárez et Cristiano Ronaldo sont nommés pour le Prix UEFA du Meilleur joueur d'Europe.
Le 14 août, le club annonce le départ du jeune attaquant espagnol du Barça B, Adama Traoré, à Aston Villa pour une somme de 10 M€ (+ 2 M€ de bonus).
Barcelone est ensuite confronté à l'Athletic Bilbao en Supercoupe d'Espagne. Le 14 août, au Stade de San Mamés, Barcelone perd 4 à 0 avec plusieurs remplaçants habituels au sein du onze initial (Rafinha, Bartra, Adriano, Sergi Roberto et Vermaelen). Le 17 août, Barcelone est mis en échec 1 à 1 (but de Messi) par les Leones au Camp Nou. En raison de ces résultats, le club ne peut rééditer le sextuplé historique réalisé en 2009.
Le 19 août, Gerard Piqué écope de quatre matchs de suspension pour avoir insulté l'arbitre assistant lors du match retour de la Supercoupe d'Espagne contre l'Athletic Bilbao.
Le 20 août, le club annonce le départ de l'attaquant espagnol Pedro Rodríguez à Chelsea contre une somme de 28 M€ (+ 2 M€ de bonus).
Le 21 août, le jeune milieu de terrain croate du Barça B, Alen Halilović, est prêté pour une saison au Sporting Gijón.
Le 23 août, Barcelone commence la Liga d'une manière convaincante en venant à bout 1 à 0 de l'Athletic Bilbao au Stade de San Mamés (but de Luis Suárez).
Le 27 août, Lionel Messi remporte le Prix UEFA du Meilleur joueur d'Europe. Avec 49 voix, il termine devant Luis Suárez (2e avec 3 voix) et Cristiano Ronaldo (3e avec 2 voix). En Ligue des champions, Barcelone est placé dans le groupe E avec le Bayer Leverkusen, l'AS Rome et BATE Borisov.
Le 29 août, le club annonce le départ du milieu de terrain espagnol Denis Suárez (prêté auparavant à Séville FC pour 2 ans) à Villarreal CF. Le même jour, Barcelone bat 1 à 0 Málaga CF au Camp Nou à la suite d'un but marqué par Thomas Vermaelen (2e journée du championnat)
Le championnat s'interrompt pendant 15 jours en raison des deux matchs de l'Espagne face à la Slovaquie et la Macédoine.

### Septembre
Le 1er septembre, le milieu de terain camerounais Alexandre Song est prêté pour une saison à West Ham.
Le 12 septembre, Barcelone remporte un match important sur la pelouse de l'Atlético Madrid (2-1, buts de Lionel Messi et Neymar) et continue à être en tête de la Liga avec 3 victoires consécutives après 3 journées.
Le 16 septembre, lors du match d'ouverture de la phase de poule de la Ligue des champions, Barcelone est tenu en échec (1-1) par l'AS Rome au Stade olympique de Rome (but de Luis Suárez). Durant ce match, le milieu brésilien Rafinha, entré en jeu à la place de Rakitić, est violemment taclé par le milieu belge des Giallorossi, Radja Nainggolan, ce qui lui cause une rupture du ligament croisé antérieur du genou droit l'obligeant à s'absenter des terrains pour au moins six mois.
Le 20 septembre, emmené par Marc Bartra, Neymar et Lionel Messi, le Barça régale à nouveau contre Levante UD au Camp Nou (4e journée de championnat).
Le 23 septembre, même si Neymar sauve l'honneur de ses coéquipiers à la 80e minute, Barcelone est désintégré 1 à 4 sur la pelouse du Celta Vigo (5e journée de championnat).
Le 26 septembre, Barcelone bat le néo-promu Las Palmas 2 à 1 grâce à deux buts de Luis Suárez au Camp Nou (6e journée de championnat). Lionel Messi, remplacé par Munir à la 9e minute, est victime d'une déchirure du ligament latéral interne du genou gauche qui l'éloigne des terrains pendant deux mois.
Le 29 septembre, mené en début de match et démoralisé à la suite de la sortie d'Iniesta touché, Barcelone réagit par l'intermédiaire de Sergi Roberto et Luis Suárez, qui marquent un but chacun en l'espace d'une minute, et vient à bout du Bayer Leverkusen 2 à 1 au Camp Nou (Ligue des champions).

### Octobre
Le 4 octobre, malgré un penalty marqué par Neymar et trois poteaux touchés, Barcelone perd 2 à 1 sur la pelouse du Séville FC (7e journée de championnat).
Le 17 octobre, Barcelone bat le Rayo Vallecano 5 à 2 au Camp Nou (8e journée de championnat) avec un festival de Neymar qui inscrit quatre buts et donne une passe décisive à Luis Suárez.
Le 20 octobre, à nouveau porté par un Neymar des grands soirs, Barcelone l'emporte 2 à 0 sur le BATE Borisov en Bielorussie grâce à deux buts d'Ivan Rakitic en Ligue des champions.
Le 25 octobre, Barcelone bat Eibar 3 à 1 au Camp Nou (9e journée de championnat). Luis Suárez fête le premier anniversaire de ses débuts sous les couleurs du Barça avec un triplé.
Le 28 octobre, l'équipe de Luis Enrique, privé de la majorité de des titulaires, est tenue en échec 0 à 0 sur la pelouse de Villanovense en 16e de finale de la Coupe d'Espagne.
Le 31 octobre, le Barça l'emporte 2 à 0 sur le terrain de Getafe CF grâce à deux buts signés Neymar et Luis Suárez (10e journée de championnat).

### Novembre
Le 4 novembre, emmené une nouvelle fois par Neymar et Luis Suárez, Barcelone bat 3 à 0 le BATE Borisov au Camp Nou (Ligue des champions).
Le 8 novembre, Barcelone bat 3 à 0 Villarreal au Camp Nou (11e journée de championnat), avec notamment un but magnifique de Neymar et un penalty transformé par Luis Suárez, et revient en tête de la Liga avec 3 points d'avance sur un Real Madrid défait à Séville.
Le championnat s'interrompt pendant quinze jours en raison de deux matchs amicaux de l'équipe d'Espagne contre l'Angleterre  et la Belgique.
Le 21 novembre, Barcelone remporte 4 à 0 le Clásico contre le Real Madrid au stade Santiago Bernabéu (12e journée de championnat). Les buts sont inscrits par Luis Suárez, Neymar et Andrés Iniesta. Lionel Messi, entré en jeu à la 56e minute à la place d'Ivan Rakitic, réalise un retour remarqué à la suite de huit semaines d'absence.
Le 24 novembre, Barcelone bat 6 à 1 l'AS Rome au Camp Nou (Ligue des champions). Messi et Suárez réalisent un doublé chacun tandis qu'Adriano et Piqué marquent un but chacun. C'est la 100e victoire de l'histoire du Barça en Ligue des champions.
Le 28 novembre, Barcelone se balade 4 à 0 contre la Real Sociedad au Camp Nou (13e journée de championnat). Messi, Suárez et Neymar (doublé) sont les buteurs. Au classement des meilleurs buteurs du championnat (Trophée Pichichi), Neymar et Suárez occupent les deux premières places avec respectivement 14 et 12 buts.
Le 30 novembre, Messi et Neymar font partie des trois finalistes du Ballon d'or 2015.

### Décembre
Le 2 décembre, Barcelone bat 6 à 1 le CF Villanovense en 16e de finale de la Coupe d'Espagne avec un triplé de Sandro, un doublé de Munir et un but de Dani Alves.
Le 5 décembre, Barcelone est tenu en échec par Valence CF au Stade de Mestalla (14e journée de championnat). Le Barça, qui avait pourtant ouvert le score par Luis Suárez à la 59e minute (son 19e but de la saison et son 13e en Liga), se repose sur ses lauriers ce qui lui coûte l'égalisation à la 86e minute.
Le 8 décembre, Neymar est touché aux adducteurs à l'entraînement ce qui l'oblige à se reposer jusqu'à la finale de la Coupe du monde des clubs.
Le 9 décembre, assuré d'être en tête du groupe pour la neuvième année consécutive, Barcelone est mis en échec 1 à 1 par le Bayer Leverkusen à la BayArena (Ligue des champions). Sur une passe géniale d'Ivan Rakitic, Lionel Messi marque son 80e but en Ligue des champions et Marc-André ter Stegen enchaîne les parades de qualité.
Le 12 décembre, malgré des buts marqués par Messi et Rakitic, Barcelone est tenu en respect 2 à 2 par le Deportivo La Corogne au Camp Nou (15e journée de championnat). Barcelone est rejoint en tête par l'Atlético Madrid (35 points) tandis que le Real Madrid reste à cinq points de ses deux rivaux.
Le 14 décembre a lieu le tirage au sort des 8es de finale de la Ligue des champions : Barcelone défendra ses couleurs face à Arsenal.
Le match de la 16e journée de championnat face au Sporting de Gijón est repoussé au 17 février en raison de la participation du Barça à la Coupe du monde des clubs.

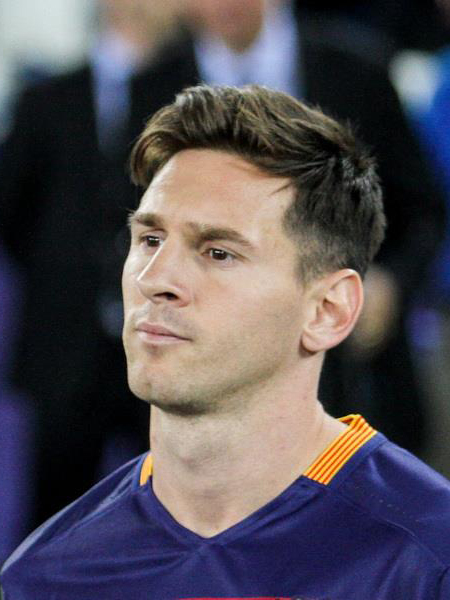
En décembre 2015, Lionel Messi devient, avec Andrés Iniesta, le joueur le plus titré de l'histoire du club (26 titres). En janvier, il remporte son 5e Ballon d'or.

Barcelone se rend ensuite au Japon pour jouer la Coupe du monde des clubs. Le 17 décembre, privé de Messi victime d'une colique néphrétique et Neymar diminué physiquement au Stade Nissan de Yokohama, Barcelone bat 3 à 0 (triplé de Luis Suárez) les Chinois du Guangzhou Evergrande de Luiz Felipe Scolari en demi-finale de la compétition. C'est la première fois que le Barça jouait face à un club chinois en match officiel. Le 20 décembre, Barcelone s'impose  3 à 0 (buts de Lionel Messi et Luis Suárez) en finale devant les Argentins de River Plateau Stade Nissan de Yokohama. Les Blaugranas remportent ce titre pour la troisième fois après 2009 et 2011. La Pulga devient le premier joueur de l'histoire à marquer au moins un but au cours de sept compétitions officielles et El Pistolero est élu homme du match ainsi que meilleur joueur et meilleur buteur du tournoi. Messi et Iniesta deviennent, avec 26 trophées remportés, les joueurs les plus titrés de l'histoire du club. Vainqueur de la coupe du monde des clubs, le club catalan portera un maillot décoré d'un badge des vainqueurs du mondial des clubs.
Le 30 décembre, Barcelone termine l'année 2015 en battant 4 à 0 le néo-promu Betis au Camp Nou (17e journée de championnat). Lionel Messi fête son 500e match officiel sous le maillot blaugrana par un but, son 425e avec le Barça. Luis Suárez, avec ses deux buts, prend la tête du classement des buteurs (15 buts en championnat).
Le Barça termine 2015 en ayant marqué un total de 180 buts au cours de l'année écoulée, un record dans l'histoire du football espagnol.
Le club obtient le prêt du jeune milieu Brésilien Robert Gonçalves en provenance de Fluminense avec une option d'achat.

### Janvier
Le Barça commence l'année 2016 par un derby catalan haché par les fautes et conclu sur un score de parité le 2 janvier face à l'Espanyol Barcelone au Stade Cornellà-El Prat (18e journée de championnat). L'Atlético Madrid vient à bout de Levante 1 à 0 à domicile ce qui lui permet de devenir leader de la Liga.
Le 6 janvier, le Barça bat 4 à 1 l'Espanyol Barcelone au Camp Nou en 8e de finale de la Coupe d'Espagne grâce à deux buts de Lionel Messi, un de Neymar et un de Gerard Piqué. Luis Enrique fait débuter Arda Turan et Aleix Vidal sous les couleurs blaugranas.
Le 9 janvier, Barcelone termine le premier tour de championnat au Camp Nou en s'imposant 4 à 0 contre Grenade CF grâce à un triplé de Lionel Messi et un but de Neymar (19e journée du championnat). Il s'agit du 20e match sans défaite du Barça, toutes compétitions confondues, la meilleure série depuis l'arrivée de Luis Enrique au Barça.
Le 11 janvier, Lionel Messi remporte son cinquième Ballon d'or en récoltant 41,33 % des votes, s'imposant face à Cristiano Ronaldo (2e avec 27,76 % des votes) et son coéquipier du Barça Neymar (3e avec 7,86 % des votes), une performance historique.
Le 13 janvier, le FC Barcelone l'emporte 2 à 0 face à l'Espanyol Barcelone au Stade Cornellà-El Prat en 8e de finale de Coupe d'Espagne (deux buts opportunistes de Munir).
Le 17 janvier, Barcelone bat 6 à 0 l'Athletic Bilbao au Camp Nou (20e journée de championnat). Luis Suárez réalise le coup du chapeau et Lionel Messi, Neymar et Ivan Rakitic marquent chacun un but. L'Argentin est remplacé à la mi-temps par Arda Turan à la suite d'une douleur ressentie au niveau des ischios-jambiers.
Le 20 janvier, Barcelone, privé de Messi et Suárez, s'impose 2 à 1 sur la pelouse de l'Athletic Bilbao en quart de finale de la Coupe d'Espagne (buts de Munir et Neymar).
Le 23 janvier, sans Neymar, Barcelone empoche 3 points en or à Málaga avec des buts de Munir et Messi au Stade de La Rosaleda (21e journée de championnat). L'équipe de Luis Enrique récupère la tête de la Liga en Andalousie. Il s'agit du 24e match sans défaite du Barça, égalant ainsi la performance réalisée par les hommes de  Frank Rijkaard durant la saison 2005-2006 (lors de la saison 2010-2011, le Barça était resté invaincu pendant 28 matchs).
Le 27 janvier, longtemps dominé, Barcelone réussit quand même à vaincre l'Athletic Bilbao 3 à 1 au Camp Nou en quart de finale de la Coupe d'Espagne (buts de Suárez, Piqué et Neymar). C'est la sixième fois de suite que Barcelone se qualifie pour les demi-finales de la Coupe d'Espagne.
Le 30 janvier, devant 95 000 spectateurs, Barcelone bat 2 à 1 l'Atlético Madrid au Camp Nou au cours du match au sommet de la 22e journée de championnat. Mené 0 à 1 en début de match (but de Koke), Barcelone renverse vite la tendance grâce au réalisme de Messi et Suárez.
Barcelone termine le mois de janvier avec un bilan de huit victoires et un match nul.

### Février
Le 3 février, Barcelone pulvérise 7 à 0 Valence au Camp Nou en demi-finale de la Coupe d'Espagne avec quatre buts de Luis Suárez ainsi qu'un triplé de Lionel Messi au terme d'un match totalement maîtrisé.
Le 7 février, le Barça gagne 2 à 0 sur le terrain de Levante UD (23e journée de championnat). Le Barça égale le record de 28 matchs sans défaite établi par l'équipe de Pep Guardiola durant la saison 2010-2011 (le record absolu en Espagne est détenu par le Real Madrid avec 34 matchs depuis la saison 1988-1989). Il s'agit du 100e match de Luis Enrique à la tête de l'équipe catalane (80 victoires, 11 nuls et 9 défaites soit un meilleur bilan qu'El Noi de Santpedor).
Le 10 février, Barcelone tient en échec 1 à 1 Valence au Stade de Mestalla en demi-finale de la Coupe d'Espagne et se qualifie pour la finale du 22 mai. Avec une équipe composée de remplaçants habituels et de promesses de l'équipe réserve comme Carles Aleñá, Barcelone réussit quand même à établir un nouveau record d'invicibilité (29 matchs toutes compétitions confondues). Le but du Barça est inscrit en fin de match par le jeune Wilfrid Kaptoum.
Le 14 février, Barcelone écrase 6 à 1 le Celta Vigo au Camp Nou (24e journée de championnat). Le résultat est de 1 à 1 à la pause (un superbe coup franc de Messi), mais en deuxième mi-temps, le Barça passe la vitesse supérieure en marquant cinq buts (triplé de Suárez, Rakitic et Neymar). Lionel Messi en profite pour rendre hommage à Johan Cruijff : il tire un penalty en donnant une passe décisive à Suárez qui vient à bout du gardien galicien dans la foulée. Suárez, avec 23 buts, conserve la tête au classement des buteurs.
Le 17 février, Barcelone bat 3 à 1 le Sporting de Gijón au stade El Molinón lors du match en retard de la 16e journée de championnat. Lionel Messi ouvre la marque et inscrit ainsi son 300e but en Liga (record absolu). Il marque aussi le deuxième but et Suárez manque un penalty puis met les Catalans en sécurité avec un troisième but. Barcelone consolide sa première place avec désormais une avance de 6 points sur l'Atlético Madrid et de 7 points sur le Real Madrid.
Le 20 février, Barcelone s'impose 2 à 1 à Las Palmas grâce à des buts de Suárez et Neymar (25e journée de championnat). Barcelone compte une avance de 8 points sur l'Atlético Madrid et de 9 points sur le Real Madrid.
Le 23 février, à la suite d'un match serré, Barcelone vient à bout d'Arsenal 2 à 0 à l'Emirates Stadium de Londres grâce à deux buts de Lionel Messi (8e de finale de la Ligue des champions).
Le 28 février, le Barça bat 2 à 1 le Séville FC au Camp Nou avec un magnifique coup-franc de Lionel Messi ainsi qu'un but décisif de Gerard Piqué (26e journée de championnat). Barcelone égale le record de 34 matchs sans défaite détenu par le Real Madrid depuis la saison 1988-1989. Les hommes de Luis Enrique comptent désormais une avance de 8 points sur l'Atlético Madrid et de 12 points sur le Real Madrid.

### Mars
Le 3 mars, Barcelone l'emporte 5 à 1 face au Rayo Vallecano avec un triplé de Lionel Messi, un but d'Ivan Rakitic et un d'Arda Turan au Stade Teresa Rivero (27e journée de championnat). C'est le premier but du Turc sous les couleurs Blaugranas. Il s'agit du 35e match sans défaite du Barça qui dépasse ainsi la performance établie par le Real Madrid en 1989. Le record d'invincibilité au niveau européen est détenu par la Juventus avec 43 matchs sans défaite.
Le 6 mars, Barcelone bat 4 à 0 SD Eibar au Stade d'Ipurua avec un doublé de Messi, un but de Munir (titularisé à la place de Neymar suspendu) ainsi qu'un bijou de Suárez (28e journée de championnat).
Le 8 mars, le projet présenté par l'agence japonaise d'architecture Nikken Sekkei remporte le concours pour la rénovation du Camp Nou. La fin des travaux est prévue pour 2021.
Le 12 mars, sans Daniel Alves, Mascherano, Busquets, Rakitic et Suárez, ménagés en vue de la réception d'Arsenal en Ligue des champions, le Barça bat facilement 6 à 0 Getafe au Camp Nou devant 87 000 spectateurs. Le premier but est l'œuvre de Juan Rodríguez contre son camp. Munir inscrit le deuxième but, Neymar réalise un doublé, Messi manque un penalty mais se fait pardonner avec un but et trois passes décisives et finalement Arda Turan met un terme aux hostilités d'un ciseau sur une remise de Piqué (29e journée de championnat). C'est la 12e victoire consécutive en championnat.
Le 16 mars, le Barça bat 3 à 1 Arsenal en match retour de 8e de finale de la Ligue des champions avec des buts de Neymar, Suárez et Messi. C'est la neuvième fois consécutive que Barcelone se qualifie pour les quarts de finale de la Ligue des champions. Au terme du match, l'entraîneur d'Arsenal Arsène Wenger déclare que « Barcelone est une équipe exceptionnelle avec une des attaques les plus extraordinaires que j'aie jamais vu. Le Barça transforme le football en art. »
Le 20 mars, Barcelone fait match nul 2 à 2 sur le terrain de Villarreal CF (30e journée de championnat). Ivan Rakitic marque le premier but, Neymar marque le pénalty. Mais ensuite Villarreal CF réagit et réduit l'écart à 1-2, entré en jeu Jérémy Mathieu marque contre son camp.
Le championnat s'interrompt en raison des deux matchs amicaux de l'équipe d'Espagne face à l'Italie et la Roumanie (24 et 27 mars). Sergi Roberto est convoqué pour la première fois par le sélectionneur Vicente del Bosque.
Le 24 mars, la presse annonce le décès de Johan Cruijff, joueur et entraîneur emblématique du Barça.

### Avril
Le 2 avril, avec notamment un magnifique tifo rendant hommage à Johan Cruyff, Barcelone reçoit le Real Madrid. Le match est dominé par le Barça en première mi-temps, l'arbitre oublie un penalty en faveur du Barça. Gerard Piqué ouvre la marque mais Karim Benzema et Cristiano Ronaldo permettent aux Madrilènes de prendre l'avantage. Le Barça s'incline 1 à 2 face au Real Madrid au Camp Nou (31e journée de championnat) mettant fin à la série de 39 matchs consécutifs sans défaite. La dernière défaite du Barça remontait au 4 octobre 2015 face à Séville.
Le 5, Barcelone bat 2 à 1 l'Atlético de Madrid lors du match aller des quarts de finale de la Ligue des champions (doublé de Luis Suárez). D'abord mené à la marque à la suite d'un but de Fernando Torres, le Barça parvient à retourner la situation en 2e mi-temps. Rafinha réapparaît après sept mois d'absence pour cause de blessure.
Le 9, le Barça joue au stade d'Anoeta face à la Real Sociedad (32e journée de championnat). Les Catalans privé de Luis Suárez (suspendu) , Jordi Alba, Andrés Iniesta, Rakitic ménagés sur le banc. Le Barça s'incline 1-0 et enchaîne une deuxième défaite de suite en Liga.
Le 13, Barcelone affronte l'Atlético de Madrid au stade Vicente-Calderón lors du match retour des quarts de finale de la Ligue des champions. Le Barça s'incline 2 buts à 0 (doublé d'Antoine Griezmann) et est éliminé de la Ligue des champions.
Le 17, Barcelone s'incline 1 à 2 face au Valence CF (33e journée de championnat) et enchaîne une troisième défaite de suite en Liga.
Le 20, le Barça écrase Deportivo La Corogne 8 buts à 0 (34e journée de championnat). Luis Suárez inscrit quatre buts.
Le 23, le Barça bat 6 à 0 le Sporting de Gijón au Camp Nou (35e journée de championnat). Luis Suárez inscrit de nouveau quatre buts et prend la tête au classement des buteurs et du Soulier d'or européen (34 buts).
Le 30, Barcelone bat 2 à 0 le Betis au Stade Benito-Villamarín avec des buts d'Ivan Rakitic et Luis Suárez (36e journée de championnat).

### Mai

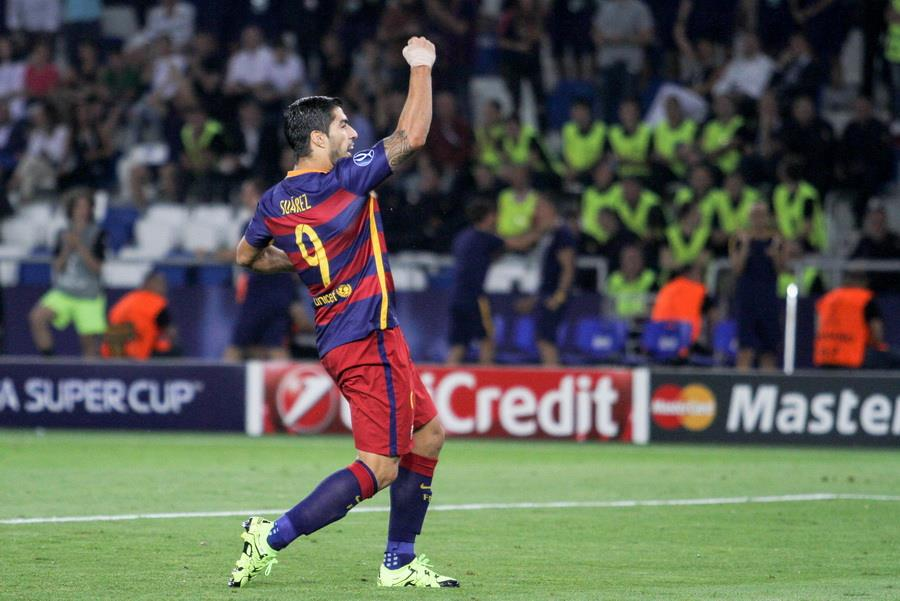
Luis Suárez remporte le trophée de meilleur buteur du championnat et le Soulier d'or.

Le 8 mai, le Barça bat 5 à 0 l'Espanyol au Camp Nou (37e journée de championnat). À une journée de la fin, Barcelone compte un point d'avance sur le Real Madrid.
Le 14, Barcelone remporte son 24e titre de champion d'Espagne en battant Grenade CF 3 à 0 lors de la 38e et dernière journée de championnat (triplé de Luis Suárez). Barcelone a remporté six des huit dernières éditions du championnat. Luis Suárez termine en tête du classement des buteurs avec 40 buts et remporte le Soulier d'or européen.
Le 22 mai, Barcelone remporte face au Séville FC (2 à 0, après prolongations) la finale de la Coupe d'Espagne au Stade Vicente-Calderón de Madrid (buts de Jordi Alba et Neymar). Barcelone réédite le doublé Coupe/Championnat de la saison précédente. C'est la première fois depuis 1953 que Barcelone remporte deux fois d'affilée le doublé Coupe/Championnat. Il s'agit du septième doublé de l'histoire du club (1952, 1953, 1959, 1998, 2009, 2015 et 2016).

## Transferts
| Nom              | Nationalité | Poste     | Forme                     | Période | Provenance/Destination | Division           |
| Arrivées         |             |           |                           |         |                        |                    |
| Aleix Vidal      | Espagne     | Milieu    | Transfert (18 M€ + 4 M€)  | été     | Séville FC             | Liga BBVA          |
| Arda Turan       | Turquie     | Milieu    | Transfert (34 M€ + 7 M€)  | été     | Atlético Madrid        | Liga BBVA          |
| Munir El Haddadi | Espagne     | Attaquant | Promu de l'équipe réserve | été     | FC Barcelone B         | Liga Adelante      |
| Sandro Ramírez   | Espagne     | Attaquant | Promu de l'équipe réserve | été     | FC Barcelone B         | Liga Adelante      |
| Départs          |             |           |                           |         |                        |                    |
| Xavi Hernández   | Espagne     | Milieu    | Libre                     | été     | Al Sadd Sports Club    | Qatar Stars League |
| Ibrahim Afellay  | Pays-Bas    | Milieu    | Libre                     | été     | Stoke City             | Premier League     |
| Patric Gabarrón  | Espagne     | Défenseur | Libre                     | été     | Lazio Rome             | Série A            |
| Gerard Deulofeu  | Espagne     | Attaquant | Transfert (6 M€)          | été     | Everton FC             | Premier League     |
| Martín Montoya   | Espagne     | Défenseur | Prêt de 2 ans             | été     | Inter Milan            | Série A            |
| Adama Traoré     | Espagne     | Attaquant | Transfert (10 M€ + 2 M€)  | été     | Aston Villa            | Premier League     |
| Pedro Rodríguez  | Espagne     | Attaquant | Transfert (28 M€ + 2 M€)  | été     | Chelsea FC             | Premier League     |
| Alen Halilović   | Croatie     | Milieu    | Prêt de 1 an              | été     | Sporting Gijón         | Liga BBVA          |
| Denis Suárez     | Espagne     | Milieu    | Transfert                 | été     | Villarreal CF          | Liga BBVA          |
| Alexandre Song   | Cameroun    | Milieu    | Prêt de 1 an              | été     | West Ham               | Premier League     |

## Effectif 2015-2016

### Joueurs prêtés pour la saison 2015-2016
Le tableau suivant liste les joueurs en prêts pour la saison 2015-2016.
| Joueurs prêtés |    |                       |                |                     |                   |                |  |
| \| N° \| P. \| Nat. \| Nom \| Date de naissance \| Sélection \| Club en prêt \| \| \| 11 \| A \| \| Cristian Tello \| 11/08/1991 (33 ans) \| Espagne \| FC Porto \| \| \| 14 \| D \| \| Martin Montoya \| 14/04/1991 (33 ans) \| Espagne olympique \| Inter Milan \| \| \| 25 \| M \| \| Alen Halilović \| 18/06/1996 (28 ans) \| Croatie \| Sporting Gijón \| \| \| 4 \| M \| \| Alexandre Song \| 09/09/1987 (37 ans) \| Cameroun \| West Ham \| \| |    |                       |                |                     |                   |                |  |
| N° | P. | Nat.                  | Nom            | Date de naissance   | Sélection         | Club en prêt   |  |
| 11 | A  | Drapeau de l'Espagne  | Cristian Tello | 11/08/1991 (33 ans) | Espagne           | FC Porto       |  |
| 14 | D  | Drapeau de l'Espagne  | Martin Montoya | 14/04/1991 (33 ans) | Espagne olympique | Inter Milan    |  |
| 25 | M  | Drapeau de la Croatie | Alen Halilović | 18/06/1996 (28 ans) | Croatie           | Sporting Gijón |  |
| 4 | M  | Drapeau du Cameroun   | Alexandre Song | 09/09/1987 (37 ans) | Cameroun          | West Ham       |  |

| N° | P. | Nat.                  | Nom            | Date de naissance   | Sélection         | Club en prêt   |  |
| 11 | A  | Drapeau de l'Espagne  | Cristian Tello | 11/08/1991 (33 ans) | Espagne           | FC Porto       |  |
| 14 | D  | Drapeau de l'Espagne  | Martin Montoya | 14/04/1991 (33 ans) | Espagne olympique | Inter Milan    |  |
| 25 | M  | Drapeau de la Croatie | Alen Halilović | 18/06/1996 (28 ans) | Croatie           | Sporting Gijón |  |
| 4  | M  | Drapeau du Cameroun   | Alexandre Song | 09/09/1987 (37 ans) | Cameroun          | West Ham       |  |

Joueurs réserves en provenance du FC Barcelone B :
| N° | Nom                 | Poste          | Naissance           | Nationalité sportive |
| 26 | Sergi Samper        | Milieu         | 20/1/1995 (20 ans)  | Espagne              |
| 27 | Juan Cámara         | Milieu         | 13/2/1994 (21 ans)  | Espagne              |
| 28 | Gerard Gumbau       | Milieu         | 18/12/1994 (20 ans) | Espagne              |
| 31 | José Aurelio Suárez | Gardien de but | 18/12/1995 (19 ans) | Espagne              |

## Compétitions

### Trophée Joan Gamper
| Date       | Adversaire | Lieu                | Score | Buteurs                            |
| ---------- | ---------- | ------------------- | ----- | ---------------------------------- |
| 05/08/2015 | AS Roma    | Camp Nou, Barcelone | 3-0   | Neymar 26e, Messi 41e, Rakitić 66e |

### Supercoupe de l'UEFA
| Date       | Adversaire | Lieu                            | Score    | Buteurs                                           |
| ---------- | ---------- | ------------------------------- | -------- | ------------------------------------------------- |
| 11/08/2015 | Séville FC | Stade Boris-Paichadze, Tbilissi | 5-4 a.p. | Messi 7e 16e, Rafinha 44e, Suárez 52e, Pedro 115e |

| Supercoupe de l'UEFA Vainqueur 2015 |
| ----------------------------------- |
| FC Barcelone 5e Titre               |

### Supercoupe d'Espagne
| Date       | J.     | Adversaire      | Lieu                       | Score | Buteurs   |
| ---------- | ------ | --------------- | -------------------------- | ----- | --------- |
| 14/08/2015 | Aller  | Athletic Bilbao | Stade de San Mamés, Bilbao | 4-0   |           |
| 17/08/2015 | Retour | Athletic Bilbao | Camp Nou, Barcelone        | 1-1   | Messi 43e |

### Coupe du monde des clubs
| Date       | Tour        | Adversaire           | Lieu                   | Score | Buteurs                   |
| ---------- | ----------- | -------------------- | ---------------------- | ----- | ------------------------- |
| 17/12/2015 | Demi-finale | Guangzhou Evergrande | Stade Nissan, Yokohama | 3-0   | Suárez 39e 50e 67e (pen.) |
| 20/12/2015 | Finale      | River Plate          | Stade Nissan, Yokohama | 3-0   | Messi 36e, Suárez 49e 68e |

| Coupe du monde des clubs Vainqueur 2015 |
| --------------------------------------- |
| FC Barcelone 3e Titre                   |

### Championnat

#### Calendrier
Le championnat commence le 23 août 2015 et s'achève le 14 mai 2016,.
| Date       | J.  | Adversaire           | Lieu                                          | Score | Buteurs                                                                   |
| ---------- | --- | -------------------- | --------------------------------------------- | ----- | ------------------------------------------------------------------------- |
| 23/08/2015 | 1re | Athletic Bilbao      | Stade San Mamés, Bilbao                       | 0-1   | Suárez 54e                                                                |
| 29/08/2015 | 2e  | Málaga CF            | Camp Nou, Barcelone                           | 1-0   | Vermaelen 72e                                                             |
| 12/09/2015 | 3e  | Atlético Madrid      | Stade Vicente-Calderón, Madrid                | 1-2   | Neymar 55e, Messi 77e                                                     |
| 20/09/2015 | 4e  | Levante UD           | Camp Nou, Barcelone                           | 4-1   | Bartra 50e, Neymar 56e, Messi 61e (pen.) 90e                              |
| 23/09/2015 | 5e  | Celta Vigo           | Stade de Balaídos, Vigo                       | 4-1   | Neymar 80e                                                                |
| 26/09/2015 | 6e  | UD Las Palmas        | Camp Nou, Barcelone                           | 2-1   | Suárez 25e 54e                                                            |
| 04/10/2015 | 7e  | Séville FC           | Stade Sanchez Pizjuan, Séville                | 2-1   | Neymar 74e (pen.)                                                         |
| 17/10/2015 | 8e  | Rayo Vallecano       | Camp Nou, Barcelone                           | 5-2   | Neymar 22e (pen.) 32e (pen.) 69e 71e, Suárez 77e                          |
| 25/10/2015 | 9e  | SD Eibar             | Camp Nou, Barcelone                           | 3-1   | Suárez 21e 48e 85e                                                        |
| 31/10/2015 | 10e | Getafe CF            | Coliseum Alfonso Pérez, Getafe                | 0-2   | Suárez 36e, Neymar 58e                                                    |
| 08/11/2015 | 11e | Villarreal CF        | Camp Nou, Barcelone                           | 3-0   | Neymar 60e 85e, Suárez 70e (pen.)                                         |
| 21/11/2015 | 12e | Real Madrid          | Stade Santiago Bernabéu, Madrid               | 0-4   | Suárez 11e 74e, Neymar 39e, A. Iniesta 53e                                |
| 28/11/2015 | 13e | Real Sociedad        | Camp Nou, Barcelone                           | 4-0   | Neymar 22e 53e, Suárez 41e, Messi 90+1e                                   |
| 05/12/2015 | 14e | Valence CF           | Stade de Mestalla, Valence                    | 1-1   | Suárez 59e                                                                |
| 12/12/2015 | 15e | Deportivo La Corogne | Camp Nou, Barcelone                           | 2-2   | Messi 39e, I. Rakitic 62e                                                 |
| 17/02/2016 | 16e | Sporting de Gijón    | El Molinón, Gijón                             | 1-3   | Messi 25e 31e, Suárez 67e                                                 |
| 30/12/2015 | 17e | Betis Séville        | Camp Nou, Barcelone                           | 4-0   | Westermann 30e (csc), Messi 33e, Suárez 46e 83e                           |
| 02/01/2016 | 18e | RCD Espanyol         | Stade Cornellà-El Prat, Cornellà de Llobregat | 0-0   |                                                                           |
| 09/01/2016 | 19e | Grenade CF           | Camp Nou, Barcelone                           | 4-0   | Messi 8e 14e 58e, Neymar 83e                                              |
| 17/01/2016 | 20e | Athletic Bilbao      | Camp Nou, Barcelone                           | 6-0   | Messi 7e (pen.), Neymar 31e, Suárez 47e 69e 82e, I. Rakitic 62e           |
| 23/01/2016 | 21e | Málaga CF            | Stade La Rosaleda, Málaga                     | 1-2   | Munir 2e, Messi 52e                                                       |
| 30/01/2016 | 22e | Atlético Madrid      | Camp Nou, Barcelone                           | 2-1   | Messi 30e, Suárez 38e                                                     |
| 07/02/2016 | 23e | Levante UD           | Ciutat de València, Valence                   | 0-2   | Navarro 21e (csc), Suárez 90+1e                                           |
| 14/02/2016 | 24e | Celta de Vigo        | Camp Nou, Barcelone                           | 6-1   | Messi 28e, Suárez 59e 75e 81e, I. Rakitic 84e, Neymar 90+1e               |
| 20/02/2016 | 25e | UD Las Palmas        | Stade Gran Canaria, Las Palmas                | 1-2   | Suárez 6e, Neymar 39e                                                     |
| 28/02/2016 | 26e | Séville FC           | Camp Nou, Barcelone                           | 2-1   | Messi 31e, Piqué 48e                                                      |
| 03/03/2016 | 27e | Rayo Vallecano       | Stade de Vallecas, Madrid                     | 1-5   | I. Rakitic 22e, Messi 23e 53e 72e, Arda 86e                               |
| 06/03/2016 | 28e | SD Eibar             | Stade d'Ipurua, Eibar                         | 0-4   | Munir 8e, Messi 42e 76e (pen.), Suárez 84e                                |
| 12/03/2016 | 29e | Getafe CF            | Camp Nou, Barcelone                           | 6-0   | J. Rodríguez 8e (csc), Munir 19e, Neymar 32e 51e, Messi 40e, Arda 57e     |
| 20/03/2016 | 30e | Villarreal CF        | El Madrigal, Vila-real                        | 2-2   | I. Rakitic 20e, Neymar 41e (pen.)                                         |
| 02/04/2016 | 31e | Real Madrid          | Camp Nou, Barcelone                           | 1-2   | G. Piqué 56e                                                              |
| 09/04/2016 | 32e | Real Sociedad        | Stade d'Anoeta, Saint-Sébastien               | 1-0   |                                                                           |
| 17/04/2016 | 33e | Valence CF           | Camp Nou, Barcelone                           | 1-2   | Messi 63e                                                                 |
| 20/04/2016 | 34e | Deportivo La Corogne | Stade de Riazor, La Corogne                   | 0-8   | Suárez 11e 24e 53e 64e, I. Rakitic 47e, Messi 73e, Bartra 79e, Neymar 81e |
| 23/04/2016 | 35e | Sporting de Gijón    | Camp Nou, Barcelone                           | 6-0   | Messi 11e, Suárez 61e 72e (pen.) 75e (pen.) 86e, Neymar 84e (pen.)        |
| 30/04/2016 | 36e | Betis Séville        | Stade Benito-Villamarín, Séville              | 0-2   | I. Rakitic 49e, Suárez 80e                                                |
| 08/05/2016 | 37e | RCD Espanyol         | Camp Nou, Barcelone                           | 5-0   | Messi 7e, Suárez 50e 59e, Rafinha 72e, Neymar 81e                         |
| 14/05/2016 | 38e | Grenade CF           | Nuevo Los Cármenes, Grenade                   | 0-3   | Suárez 22e 38e 86e                                                        |

#### Classement et statistiques

##### Classement
Le classement est établi sur le barème de points classique (victoire à 3 points, match nul à 1, défaite à 0).
Pour départager les égalités, on tient d'abord compte des points en confrontations directes, puis de la différence de buts en confrontations directes, puis de la différence de buts générale, puis du nombre de buts marqués et enfin du nombre de point de Fair-Play.
| Rang | Équipe                     | Pts | J  | G  | N  | P  | Bp  | Bc | Diff |
| ---- | -------------------------- | --- | -- | -- | -- | -- | --- | -- | ---- |
| 1    | FC Barcelone T SU CMC C C1 | 91  | 38 | 29 | 4  | 5  | 112 | 29 | +83  |
| 2    | Real Madrid                | 90  | 38 | 28 | 6  | 4  | 110 | 34 | +76  |
| 3    | Atlético Madrid            | 88  | 38 | 28 | 4  | 6  | 63  | 18 | +45  |
| 4    | Villarreal CF              | 64  | 38 | 18 | 10 | 10 | 44  | 35 | +9   |
| 5    | Athletic Bilbao S          | 62  | 38 | 18 | 8  | 12 | 58  | 45 | +13  |
| 6    | Celta Vigo                 | 60  | 38 | 17 | 9  | 12 | 51  | 59 | -8   |
| 7    | Séville FC C3              | 52  | 38 | 14 | 10 | 14 | 51  | 50 | +1   |
| 8    | Málaga CF                  | 48  | 38 | 12 | 12 | 14 | 38  | 35 | +3   |
| 9    | Real Sociedad              | 48  | 38 | 13 | 9  | 16 | 45  | 48 | -3   |
| 10   | Betis Séville P            | 45  | 38 | 11 | 12 | 15 | 34  | 52 | -18  |
| 11   | Las Palmas P               | 44  | 38 | 12 | 8  | 18 | 45  | 53 | -8   |
| 12   | Valence CF                 | 44  | 38 | 11 | 11 | 16 | 46  | 48 | -2   |
| 13   | Espanyol Barcelone         | 43  | 38 | 12 | 7  | 19 | 40  | 74 | -34  |
| 14   | SD Eibar                   | 43  | 38 | 11 | 10 | 17 | 49  | 61 | -12  |
| 15   | Deportivo La Corogne       | 42  | 38 | 8  | 18 | 12 | 45  | 61 | -16  |
| 16   | Grenade CF                 | 39  | 38 | 10 | 9  | 19 | 46  | 69 | -23  |
| 17   | Sporting Gijón P           | 39  | 38 | 10 | 9  | 19 | 40  | 62 | -22  |
| 18   | Rayo Vallecano             | 38  | 38 | 9  | 11 | 18 | 52  | 73 | -21  |
| 19   | Getafe CF                  | 36  | 38 | 9  | 9  | 20 | 37  | 67 | -30  |
| 20   | Levante                    | 32  | 38 | 8  | 8  | 22 | 37  | 70 | -33  |

Qualifications européennes
Ligue des champions 2016-2017
- 1er 2e 3e et C3 : phase de groupes
- 4e : tour de barrages pour non-champions

Ligue Europa 2016-2017
- 5e : phase de groupes
- 6e : tour de barrages

Relégation
- 18e, 19e et 20e : relégation en Liga Adelante

Abréviations
- T : Tenant du titre
- C : Vainqueur de la Coupe du Roi 2015-2016
- S : Vainqueur de la Supercoupe d'Espagne 2015
- SU : Vainqueur de la Supercoupe de l'UEFA 2015
- MC : Vainqueur du Mondial des clubs 2015
- C1 : Vainqueur de la Ligue des champions 2014-2015
- C3 : Vainqueur de la Ligue Europa 2015-2016
- P : Promus de Liga Adelante 2014-2015

Le 14 mai 2016 le FC Barcelone est champion.
| Liga BBVA Champion 2015-2016 |
| ---------------------------- |
| FC Barcelone 24e Titre       |

##### Évolution du classement
| Journée | 1 | 2 | 3 | 4 | 5 | 6 | 7 | 8 | 9 | 10 | 11 | 12 | 13 | 14 | 15 | 16 | 17 | 18 | 19 | 20 | 21 | 22 | 23 | 24 | 25 | 26 | 27 | 28 | 29 | 30 | 31 | 32 | 33 | 34 | 35 | 36 | 37 | 38 | Journées en tête | Nombre de journées relégable |
| ------- | - | - | - | - | - | - | - | - | - | -- | -- | -- | -- | -- | -- | -- | -- | -- | -- | -- | -- | -- | -- | -- | -- | -- | -- | -- | -- | -- | -- | -- | -- | -- | -- | -- | -- | -- | ---------------- | ---------------------------- |
| Rang    | 3 | 4 | 1 | 1 | 5 | 2 | 4 | 3 | 2 | 2  | 1  | 1  | 1  | 1  | 1  | 1  | 1  | 2  | 2  | 2  | 1  | 1  | 1  | 1  | 1  | 1  | 1  | 1  | 1  | 1  | 1  | 1  | 1  | 1  | 1  | 1  | 1  | 1  | 27               | 0                            |

### Coupe du Roi
| Date       | Tour       | Adversaire      | Lieu                                   | Score | Buteurs                                     |
| ---------- | ---------- | --------------- | -------------------------------------- | ----- | ------------------------------------------- |
| 28/10/2015 | 16e aller  | CF Villanovense | Romero Cuerda, Villanueva de la Serena | 0-0   |                                             |
| 02/12/2015 | 16e retour | CF Villanovense | Camp Nou, Barcelone                    | 6-1   | Alves 4e, Sandro 21e 31e 69e, Munir 51e 77e |

| Date       | Tour      | Adversaire   | Lieu                                          | Score | Buteurs                              |
| ---------- | --------- | ------------ | --------------------------------------------- | ----- | ------------------------------------ |
| 06/01/2016 | 8e aller  | RCD Espanyol | Stade Cornellà-El Prat, Cornellà de Llobregat | 1-4   | Messi 13e 44e, Piqué 49e, Neymar 88e |
| 13/01/2016 | 8e retour | RCD Espanyol | Camp Nou, Barcelone                           | 2-0   | Munir 32e 88e                        |

| Date       | Tour       | Adversaire      | Lieu                | Score | Buteurs                           |
| ---------- | ---------- | --------------- | ------------------- | ----- | --------------------------------- |
| 20/01/2016 | 1/4 aller  | Athletic Bilbao | San Mamés, Bilbao   | 1-2   | Munir 18e, Neymar 25e             |
| 27/01/2016 | 1/4 retour | Athletic Bilbao | Camp Nou, Barcelone | 3-1   | Suárez 53e, Piqué 81e, Neymar 90e |

| Date       | Tour       | Adversaire | Lieu                       | Score | Buteurs                                  |
| ---------- | ---------- | ---------- | -------------------------- | ----- | ---------------------------------------- |
| 03/02/2016 | 1/2 aller  | Valence CF | Camp Nou, Barcelone        | 7-0   | Suárez 7e 12e 83e 88e, Messi 29e 59e 74e |
| 10/02/2016 | 1/2 retour | Valence CF | Stade de Mestalla, Valence | 1-1   | Kaptoum 83e                              |

| Date       | J.     | Adversaire | Lieu                           | Score    | Buteurs                 |
| ---------- | ------ | ---------- | ------------------------------ | -------- | ----------------------- |
| 22/05/2016 | Finale | Séville FC | Stade Vicente-Calderón, Madrid | 2-0 a.p. | Alba 97e, Neymar 120+2e |

| Copa del Rey Vainqueur 2015-2016 |
| -------------------------------- |
| FC Barcelone 28e Titre           |

### Ligue des champions
Le tirage au sort de la phase de poule a lieu le 27 août 2015.

#### Phase de poules
| Date       | J.      | Adversaire       | Lieu                   | Score | Buteurs                                               |
| ---------- | ------- | ---------------- | ---------------------- | ----- | ----------------------------------------------------- |
| 16/09/2015 | Match 1 | AS Rome          | Stade olympique, Rome  | 1-1   | Suárez 21e                                            |
| 29/09/2015 | Match 2 | Bayer Leverkusen | Camp Nou, Barcelone    | 2-1   | S. Roberto 80e, Suárez 82e                            |
| 20/10/2015 | Match 3 | BATE Borisov     | Borisov Arena, Borisov | 0-2   | I. Rakitic 48e 65e                                    |
| 04/11/2015 | Match 4 | BATE Borisov     | Camp Nou, Barcelone    | 3-0   | Neymar 30e (pen.) 83e, Suárez 60e                     |
| 24/11/2015 | Match 5 | AS Rome          | Camp Nou, Barcelone    | 6-1   | Suárez 15e 44e, Messi 18e 60e, Piqué 56e, Adriano 77e |
| 09/12/2015 | Match 6 | Bayer Leverkusen | BayArena, Leverkusen   | 1-1   | Messi 20e                                             |

| Rang | Équipe           | Pts | J | G | N | P | Bp | Bc | Diff |
| ---- | ---------------- | --- | - | - | - | - | -- | -- | ---- |
| 1    | FC Barcelone     | 14  | 6 | 4 | 2 | 0 | 15 | 4  | +11  |
| 2    | AS Rome          | 6   | 6 | 1 | 3 | 2 | 11 | 16 | -5   |
| 3    | Bayer Leverkusen | 6   | 6 | 1 | 3 | 2 | 13 | 12 | +1   |
| 4    | Bate Borisov     | 5   | 6 | 1 | 2 | 3 | 5  | 12 | -7   |

#### 1/8 de finale
| Date       | Tour      | Adversaire | Lieu                      | Score | Buteurs                           |
| ---------- | --------- | ---------- | ------------------------- | ----- | --------------------------------- |
| 23/02/2016 | 8e aller  | Arsenal    | Emirates Stadium, Londres | 0-2   | Messi 71e 83e (pen.)              |
| 16/03/2016 | 8e retour | Arsenal    | Camp Nou, Barcelone       | 3-1   | Neymar 18e, Suárez 65e, Messi 88e |

#### 1/4 de finale
| Date       | Tour       | Adversaire      | Lieu                           | Score | Buteurs        |
| ---------- | ---------- | --------------- | ------------------------------ | ----- | -------------- |
| 05/04/2016 | 1/4 aller  | Atlético Madrid | Camp Nou, Barcelone            | 2-1   | Suárez 63e 74e |
| 13/04/2016 | 1/4 retour | Atlético Madrid | Stade Vicente-Calderón, Madrid | 2-0   |                |

Le FC Barcelone est éliminé en quart de finale par l'Atlético de Madrid.

## Statistiques individuelles

### Statistiques des buteurs
mis à jour le 23 mai 2016
| Place   | Nom                  | Liga | Coupe du Roi | Ligue des Champions | Supercoupe d'Espagne | Supercoupe d'Europe | Coupe du monde des clubs | TOTAL des buts |
| 1       | Suárez               | 40   | 5            | 8                   |                      | 1                   | 5                        | 59             |
| 2       | Messi                | 26   | 5            | 6                   | 1                    | 2                   | 1                        | 41             |
| 3       | Neymar               | 24   | 4            | 3                   |                      |                     |                          | 31             |
| 4       | I. Rakitic           | 7    |              | 2                   |                      |                     |                          | 9              |
| 5       | Munir                | 3    | 5            |                     |                      |                     |                          | 8              |
| 6       | Piqué                | 2    | 2            | 1                   |                      |                     |                          | 5              |
| 7       | Sandro               |      | 3            |                     |                      |                     |                          | 3              |
| 8       | Arda                 | 2    |              |                     |                      |                     |                          | 2              |
| 9       | Bartra               | 2    |              |                     |                      |                     |                          | 2              |
| 9       | Rafinha              | 1    |              |                     |                      | 1                   |                          | 2              |
| 9       | Pedro                |      |              |                     |                      | 1                   |                          | 1              |
| 9       | Vermaelen            | 1    |              |                     |                      |                     |                          | 1              |
| 9       | S. Roberto           |      |              | 1                   |                      |                     |                          | 1              |
| 9       | A. Iniesta           | 1    |              |                     |                      |                     |                          | 1              |
| 9       | Adriano              |      |              | 1                   |                      |                     |                          | 1              |
| 9       | Dani Alves           |      | 1            |                     |                      |                     |                          | 1              |
| 9       | Kaptoum              |      | 1            |                     |                      |                     |                          | 1              |
| 9       | Alba                 |      | 1            |                     |                      |                     |                          | 1              |
| #       | Westermann (csc)     | 1    |              |                     |                      |                     |                          | 1              |
| #       | Navarro (csc)        | 1    |              |                     |                      |                     |                          | 1              |
| #       | J. Rodríguez (csc)   | 1    |              |                     |                      |                     |                          | 1              |
| Détails | 18 buteurs blaugrana | 112  | 27           | 22                  | 1                    | 5                   | 6                        | 173            |

### Statistiques des passeurs
mis à jour le 23 mai 2016
| Place   | Nom                   | Liga | Coupe du Roi | Ligue des champions | Supercoupe d'Espagne | Supercoupe d'Europe | Coupe du monde des clubs | TOTAL des passes |
| 1       | Messi                 | 16   | 6            | 1                   |                      |                     |                          | 23               |
| 2       | Suárez                | 16   | 1            | 3                   | 1                    | 1                   |                          | 22               |
| 3       | Neymar                | 12   | 2            | 4                   |                      |                     | 2                        | 20               |
| 4       | Dani Alves            | 4    | 1            | 3                   |                      |                     |                          | 8                |
| 5       | Alba                  | 6    |              |                     |                      |                     |                          | 7                |
| 6       | Busquets              | 4    |              |                     |                      | 1                   | 1                        | 6                |
| 6       | S. Roberto            | 5    | 1            |                     |                      |                     |                          | 6                |
| 7       | I. Rakitic            | 2    | 1            | 2                   |                      |                     |                          | 5                |
| 8       | A. Iniesta            | 2    | 1            |                     |                      |                     | 1                        | 4                |
| 8       | Arda                  | 3    | 1            |                     |                      |                     |                          | 4                |
| 9       | Munir                 | 2    |              | 1                   |                      |                     |                          | 3                |
| 9       | Mathieu               | 2    | 1            |                     |                      |                     |                          | 3                |
| 9       | Aleix Vidal           | 1    | 2            |                     |                      |                     |                          | 3                |
| 12      | Adriano               | 1    | 1            |                     |                      |                     |                          | 2                |
| 12      | Sandro                | 1    | 1            |                     |                      |                     |                          | 2                |
| 14      | Aitor                 |      | 1            |                     |                      |                     |                          | 1                |
| 14      | Mascherano            |      | 1            |                     |                      |                     |                          | 1                |
| 14      | Cámara                |      | 1            |                     |                      |                     |                          | 1                |
| 14      | Piqué                 | 1    |              |                     |                      |                     |                          | 1                |
| 14      | Bartra                | 1    |              |                     |                      |                     |                          | 1                |
| Détails | 20 passeurs blaugrana | 78   | 22           | 15                  | 1                    | 2                   | 4                        | 122              |

### Statistiques individuelles
Mis à jour le 30 avril 2016
| Numéro | Nat. | Nom        | Championnat | Championnat | Championnat | Championnat  | Coupe du Roi | Coupe du Roi | Coupe du Roi | Coupe du Roi | Ligue des champions | Ligue des champions | Ligue des champions | Ligue des champions | Supercoupe d'Espagne | Supercoupe d'Espagne | Supercoupe d'Espagne | Supercoupe d'Espagne | Supercoupe d'Europe | Supercoupe d'Europe | Supercoupe d'Europe | Supercoupe d'Europe | Coupe du monde des clubs | Coupe du monde des clubs | Coupe du monde des clubs | Coupe du monde des clubs | Total | Total       | Total  | Total        |
| Numéro | Nat. | Nom        | M.j.        | But inscrit | Averti      | Carton rouge | M.j.         | But inscrit  | Averti       | Carton rouge | M.j.                | But inscrit         | Averti              | Carton rouge        | M.j.                 | But inscrit          | Averti               | Carton rouge         | M.j.                | But inscrit         | Averti              | Carton rouge        | M.j.                     | But inscrit              | Averti                   | Carton rouge             | M.j.  | But inscrit | Averti | Carton rouge |
| ------ | ---- | ---------- | ----------- | ----------- | ----------- | ------------ | ------------ | ------------ | ------------ | ------------ | ------------------- | ------------------- | ------------------- | ------------------- | -------------------- | -------------------- | -------------------- | -------------------- | ------------------- | ------------------- | ------------------- | ------------------- | ------------------------ | ------------------------ | ------------------------ | ------------------------ | ----- | ----------- | ------ | ------------ |
| 1      |      | Ter Stegen | 6           | 0           | 0           | 0            | 6            | 0            | 0            | 0            | 8                   | 0                   | 0                   | 0                   | 1                    | 0                    | 0                    | 0                    | 1                   | 0                   | 0                   | 0                   | 0                        | 0                        | 0                        | 0                        | 21    | 0           | 0      | 0            |
| 2      |      | Douglas S. | 0           | 0           | 0           | 0            | 2            | 0            | 0            | 0            | 0                   | 0                   | 0                   | 0                   | 0                    | 0                    | 0                    | 0                    | 0                   | 0                   | 0                   | 0                   | 0                        | 0                        | 0                        | 0                        | 2     | 0           | 0      | 0            |
| 3      |      | Piqué      | 25          | 1           | 7           | 0            | 4            | 2            | 2            | 0            | 5                   | 1                   | 3                   | 0                   | 1                    | 0                    | 0                    | 1                    | 1                   | 0                   | 0                   | 0                   | 2                        | 0                        | 0                        | 0                        | 38    | 4           | 12     | 1            |
| 4      |      | I. Rakitić | 30          | 7           | 2           | 0            | 6            | 0            | 1            | 0            | 8                   | 2                   | 1                   | 0                   | 2                    | 0                    | 0                    | 0                    | 1                   | 0                   | 0                   | 0                   | 2                        | 0                        | 1                        | 0                        | 49    | 9           | 5      | 0            |
| 5      |      | Sergio     | 30          | 0           | 5           | 0            | 4            | 0            | 0            | 0            | 7                   | 0                   | 1                   | 0                   | 1                    | 0                    | 0                    | 0                    | 1                   | 0                   | 1                   | 0                   | 2                        | 0                        | 0                        | 0                        | 45    | 0           | 7      | 0            |
| 6      |      | Dani Alves | 25          | 0           | 6           | 0            | 5            | 1            | 1            | 0            | 6                   | 0                   | 3                   | 0                   | 2                    | 0                    | 1                    | 0                    | 1                   | 0                   | 1                   | 0                   | 2                        | 0                        | 0                        | 0                        | 41    | 1           | 12     | 0            |
| 7      |      | Arda       | 15          | 2           | 4           | 0            | 4            | 0            | 1            | 0            | 1                   | 0                   | 1                   | 0                   | Non joué             | Non joué             | Non joué             | Non joué             | Non joué            | Non joué            | Non joué            | Non joué            | Non joué                 | Non joué                 | Non joué                 | Non joué                 | 20    | 2           | 6      | 0            |
| 8      |      | A. Iniesta | 23          | 1           | 2           | 0            | 3            | 0            | 2            | 0            | 5                   | 0                   | 0                   | 0                   | 2                    | 0                    | 1                    | 0                    | 1                   | 0                   | 0                   | 0                   | 2                        | 0                        | 0                        | 0                        | 36    | 1           | 5      | 0            |
| 9      |      | Suárez     | 31          | 37          | 4           | 0            | 3            | 5            | 2            | 0            | 7                   | 6                   | 0                   | 0                   | 2                    | 0                    | 0                    | 0                    | 1                   | 1                   | 0                   | 0                   | 2                        | 5                        | 0                        | 0                        | 46    | 54          | 6      | 0            |
| 10     |      | Messi      | 28          | 26          | 3           | 0            | 4            | 5            | 1            | 0            | 5                   | 6                   | 1                   | 0                   | 2                    | 1                    | 0                    | 0                    | 1                   | 2                   | 0                   | 0                   | 1                        | 1                        | 0                        | 0                        | 40    | 41          | 5      | 0            |
| 11     |      | Neymar     | 34          | 24          | 6           | 0            | 5            | 4            | 2            | 0            | 9                   | 3                   | 2                   | 0                   | 0                    | 0                    | 0                    | 0                    | 0                   | 0                   | 0                   | 0                   | 1                        | 0                        | 1                        | 0                        | 49    | 31          | 11     | 0            |
| 12     |      | Rafinha    | 5           | 1           | 0           | 0            | 0            | 0            | 0            | 0            | 1                   | 0                   | 0                   | 0                   | 1                    | 0                    | 0                    | 0                    | 1                   | 1                   | 0                   | 0                   | 0                        | 0                        | 0                        | 0                        | 8     | 2           | 0      | 0            |
| 13     |      | C. Bravo   | 27          | 0           | 0           | 0            | 0            | 0            | 0            | 0            | 0                   | 0                   | 0                   | 0                   | 1                    | 0                    | 0                    | 0                    | 0                   | 0                   | 0                   | 0                   | 2                        | 0                        | 0                        | 0                        | 30    | 0           | 0      | 0            |
| 14     |      | Mascherano | 27          | 0           | 6           | 1            | 5            | 0            | 1            | 0            | 6                   | 0                   | 1                   | 0                   | 2                    | 0                    | 1                    | 0                    | 1                   | 0                   | 0                   | 0                   | 2                        | 0                        | 0                        | 0                        | 44    | 0           | 9      | 1            |
| 15     |      | Bartra     | 13          | 2           | 0           | 0            | 5            | 0            | 0            | 0            | 4                   | 0                   | 1                   | 0                   | 1                    | 0                    | 0                    | 0                    | 1                   | 0                   | 0                   | 0                   | 0                        | 0                        | 0                        | 0                        | 23    | 2           | 1      | 0            |
| 17     |      | Munir      | 14          | 3           | 0           | 0            | 5            | 5            | 1            | 0            | 4                   | 0                   | 0                   | 0                   | 1                    | 0                    | 0                    | 0                    | 0                   | 0                   | 0                   | 0                   | 1                        | 0                        | 0                        | 0                        | 24    | 8           | 0      | 0            |
| 18     |      | Jordi Alba | 24          | 0           | 2           | 0            | 2            | 0            | 0            | 0            | 7                   | 0                   | 2                   | 0                   | 0                    | 0                    | 0                    | 0                    | 0                   | 0                   | 0                   | 0                   | 1                        | 0                        | 1                        | 0                        | 35    | 0           | 6      | 0            |
| 19     |      | Sandro     | 10          | 0           | 0           | 0            | 4            | 3            | 0            | 0            | 3                   | 0                   | 0                   | 0                   | 2                    | 0                    | 0                    | 0                    | 0                   | 0                   | 0                   | 0                   | 1                        | 0                        | 0                        | 0                        | 20    | 3           | 0      | 0            |
| 20     |      | S. Roberto | 27          | 0           | 1           | 0            | 5            | 0            | 0            | 0            | 6                   | 1                   | 0                   | 0                   | 1                    | 0                    | 0                    | 0                    | 1                   | 0                   | 0                   | 0                   | 2                        | 0                        | 1                        | 0                        | 43    | 1           | 2      | 0            |
| 21     |      | Adriano    | 8           | 0           | 0           | 0            | 6            | 0            | 1            | 0            | 3                   | 1                   | 0                   | 0                   | 1                    | 0                    | 0                    | 0                    | 0                   | 0                   | 0                   | 0                   | 1                        | 0                        | 0                        | 0                        | 19    | 1           | 1      | 0            |
| 22     |      | Vidal      | 9           | 0           | 1           | 0            | 5            | 0            | 1            | 0            | 0                   | 0                   | 0                   | 0                   | Non joué             | Non joué             | Non joué             | Non joué             | Non joué            | Non joué            | Non joué            | Non joué            | Non joué                 | Non joué                 | Non joué                 | Non joué                 | 14    | 0           | 2      | 0            |
| 23     |      | Vermaelen  | 10          | 1           | 2           | 0            | 5            | 0            | 0            | 0            | 3                   | 0                   | 0                   | 0                   | 1                    | 0                    | 0                    | 0                    | 0                   | 0                   | 0                   | 0                   | 1                        | 0                        | 0                        | 0                        | 21    | 1           | 2      | 0            |
| 24     |      | Mathieu    | 20          | 0           | 2           | 0            | 6            | 0            | 0            | 0            | 3                   | 0                   | 0                   | 0                   | 1                    | 0                    | 0                    | 0                    | 1                   | 0                   | 1                   | 0                   | 1                        | 0                        | 0                        | 0                        | 32    | 0           | 3      | 0            |
| 25     |      | Masip      | 0           | 0           | 0           | 0            | 2            | 0            | 0            | 0            | 0                   | 0                   | 0                   | 0                   | 0                    | 0                    | 0                    | 0                    | 0                   | 0                   | 0                   | 0                   | 0                        | 0                        | 0                        | 0                        | 2     | 0           | 0      | 0            |
| 26     |      | Samper     | 1           | 0           | 0           | 0            | 2            | 0            | 1            | 0            | 2                   | 0                   | 0                   | 0                   | 0                    | 0                    | 0                    | 0                    | 0                   | 0                   | 0                   | 0                   | 1                        | 0                        | 0                        | 0                        | 6     | 0           | 1      | 0            |
| 27     |      | Cámara     | 0           | 0           | 0           | 0            | 1            | 0            | 0            | 0            | 1                   | 0                   | 0                   | 0                   | 0                    | 0                    | 0                    | 0                    | 0                   | 0                   | 0                   | 0                   | 0                        | 0                        | 0                        | 0                        | 2     | 0           | 0      | 0            |
| 28     |      | Gumbau     | 3           | 0           | 0           | 0            | 2            | 0            | 1            | 0            | 3                   | 0                   | 2                   | 0                   | 0                    | 0                    | 0                    | 0                    | 0                   | 0                   | 0                   | 0                   | 0                        | 0                        | 0                        | 0                        | 7     | 0           | 3      | 0            |
| 29     |      | Dongou     | 0           | 0           | 0           | 0            | 0            | 0            | 0            | 0            | 0                   | 0                   | 0                   | 0                   | 0                    | 0                    | 0                    | 0                    | 0                   | 0                   | 0                   | 0                   | 0                        | 0                        | 0                        | 0                        | 0     | 0           | 0      | 0            |
| 30     |      | Grimaldo   | 0           | 0           | 0           | 0            | 0            | 0            | 0            | 0            | 0                   | 0                   | 0                   | 0                   | 0                    | 0                    | 0                    | 0                    | 0                   | 0                   | 0                   | 0                   | 0                        | 0                        | 0                        | 0                        | 0     | 0           | 0      | 0            |
| 31     |      | J. Suárez  | 0           | 0           | 0           | 0            | 0            | 0            | 0            | 0            | 0                   | 0                   | 0                   | 0                   | 0                    | 0                    | 0                    | 0                    | 0                   | 0                   | 0                   | 0                   | 0                        | 0                        | 0                        | 0                        | 0     | 0           | 0      | 0            |
| 33     |      | Aitor      | 0           | 0           | 0           | 0            | 2            | 0            | 0            | 0            | 0                   | 0                   | 0                   | 0                   | 0                    | 0                    | 0                    | 0                    | 0                   | 0                   | 0                   | 0                   | 0                        | 0                        | 0                        | 0                        | 2     | 0           | 0      | 0            |
| 34     |      | Kaptoum    | 0           | 0           | 0           | 0            | 2            | 1            | 0            | 0            | 1                   | 0                   | 0                   | 0                   | 0                    | 0                    | 0                    | 0                    | 0                   | 0                   | 0                   | 0                   | 0                        | 0                        | 0                        | 0                        | 3     | 1           | 0      | 0            |

## Statistiques de l'équipe
Mis à jour le 8 mai 2016 
|                              | La Liga | Ligue des champions | Coupe du Roi | Supercoupe d'Espagne | Supercoupe de l'UEFA | Coupe du monde des clubs | Total |
| ---------------------------- | ------- | ------------------- | ------------ | -------------------- | -------------------- | ------------------------ | ----- |
| Matchs joués                 | 37      | 10                  | 8            | 2                    | 1                    | 2                        | 60    |
| Matchs gagnés                | 28      | 7                   | 6            |                      | 1                    | 2                        | 43    |
| Matchs nuls                  | 4       | 2                   | 2            | 1                    |                      |                          | 9     |
| Matchs perdus                | 5       | 1                   |              | 1                    |                      |                          | 6     |
| Buts marqués                 | 112     | 22                  | 25           | 1                    | 5                    | 6                        | 167   |
| Buts encaissés               | 29      | 8                   | 5            | 5                    | 4                    |                          | 42    |
| Matchs sans encaisser de but | 15      | 3                   | 3            |                      |                      | 2                        | 21    |
| Buts sur penalty             | 11      | 2                   |              |                      |                      | 1                        | 14    |
| Tirs                         |         |                     |              |                      |                      |                          |       |
| Corners tirés                |         |                     |              |                      |                      |                          |       |
| Corners concédés             |         |                     |              |                      |                      |                          |       |
| Hors-jeu                     |         |                     |              |                      |                      |                          |       |
| Joueurs utilisés             |         |                     |              |                      |                      |                          |       |
| Fautes reçues                |         |                     |              |                      |                      |                          |       |
| Fautes commises              |         |                     |              |                      |                      |                          |       |
| Cartons jaunes               | 51      | 17                  | 17           | 5                    | 4                    | 4                        | 99    |
| Cartons rouges               | 1       |                     |              | 1                    |                      |                          | 2     |

- Seuls sont pris en compte les matchs en compétitions officielles.

### Autres statistiques
Mis à jour le 8 mai 2016
- Victoires consécutives toutes compétitions confondues : 4
- Victoires consécutives en Liga : 4
- Matchs consécutifs sans défaite : 39
- Défaites consécutives : 3
- Matchs consécutifs sans victoire : 3
- Buts marqués : 164 en 60 matchs officiels. Moyenne par match : 2,8
  - Premier but de la saison : Lionel Messi contre Séville FC (Supercoupe de l'UEFA)
  - Penaltys pour / penaltys contre : 11 / 3
  - Premier doublé : Lionel Messi contre Séville FC (Supercoupe de l'UEFA)
  - Premier triplé : Luis Suárez contre SD Eibar (9e journée de Liga)
  - Premier quadruplé : Neymar contre Rayo Vallecano (8e journée de Liga)
  - Buts encaissés : 43 buts en 51 matchs officiels. Moyenne par match : 0,84
  - But le plus rapide d'une rencontre :
    - Munir El Haddadi à la 2e minute lors de la 21e journée de Liga (Malaga CF - FC Barcelone, 1-2)

  - But le plus tardif d'une rencontre :
    - Pedro à la 115e minute lors de la Supercoupe de l'UEFA (FC Barcelone - Séville FC, 5-4)

  - Plus grande marge de buts :
    - 8 lors de la 34e journée de Liga (Deporivo La Corogne - FC Barcelone, 0-8)

  - Plus grand nombre de buts marqués dans une rencontre :
    - 8 lors de la 34e journée de Liga (Deporivo La Corogne - FC Barcelone, 0-8)

  - Plus grand nombre de buts marqués en une mi-temps :
    - 6 lors de la 34e journée de Liga (Deporivo La Corogne - FC Barcelone, 0-8)

## Récompenses et distinctions
Le 8 décembre 2015, Neymar est désigné meilleur joueur du mois de novembre en Liga.
Lionel Messi et Neymar font partie des trois finalistes du Ballon d'or 2015. Messi remporte le trophée le 11 janvier 2016.
Le 27 décembre 2015, Lionel Messi est récompensé comme meilleur footballeur de l'année aux Globe Soccer Awards.
Luis Enrique remporte le prix FIFA de meilleur entraîneur.
Quatre joueurs du Barça font partie du FIFA/FIFPro World XI 2015 : Dani Alves, Andrés Iniesta, Neymar et Lionel Messi.
Le 12 février 2016, Lionel Messi est élu meilleur joueur du mois de janvier en Liga.
Luis Suárez remporte le trophée Pichichi de meilleur buteur du championnat d'Espagne (40 buts) ainsi que le Soulier d'or européen.

## Style de jeu
Le 16 mars 2016, Arsène Wenger analyse ainsi le jeu de Barcelone : « C'est une équipe exceptionnelle avec une des attaques les plus extraordinaires que j'aie jamais vu. Mais il ne faut pas seulement tenir compte des attaquants; le jeu collectif de l'équipe est hors du commun. Le Barça joue à une touche de balle et ne perd jamais le ballon. C'est incroyable. Ce Barça transforme le football en art. »

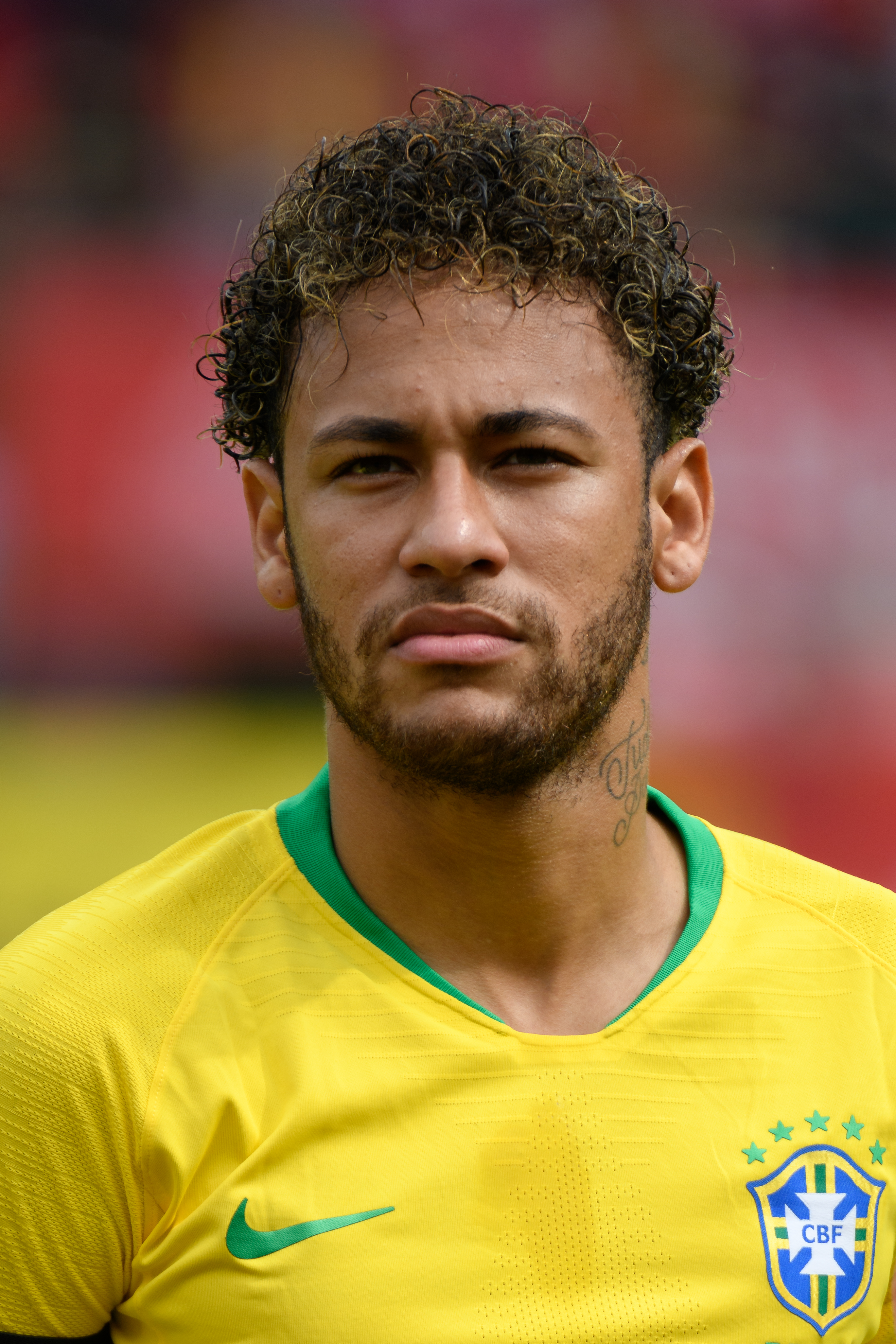
Neymar participe aux Jeux olympiques de Rio.

## Joueurs en sélection nationale
Le 29 mars 2016, Lionel Messi inscrit son 50e but en équipe d'Argentine.
Durant l'été 2016, cinq joueurs du FC Barcelone (Sergio Busquets, Gerard Piqué, Marc Bartra, Jordi Alba et Andrés Iniesta) participent avec l'équipe d'Espagne à l'Euro 2016 en France. Quatre autres joueurs du Barça participent à l'Euro : Ivan Rakitic, Marc-André ter Stegen, Arda Turan et Thomas Vermaelen.
D'autres joueurs participent à la Copa América Centenario (Claudio Bravo, Javier Mascherano, Lionel Messi et Luis Suárez) et aux Jeux olympiques de Rio de Janeiro (Neymar et Rafinha).

## Affluence et télévision
L'affluence moyenne au Camp Nou pendant la saison est de 75 500 spectateurs par match (toutes compétitions confondues). Lors des matchs de championnat, la moyenne est de 83 700 spectateurs par match.